# Ciudad Maya
Ciudad Maya es una localidad del estado mexicano de Chiapas. Es parte del municipio de Berriozábal.

## Demografía
| Censo | Población |
| ----- | --------- |
| 2010  | 715       |
| 2020  | 7 354     |